# 埃夫蒂米耶穆爾古鄉 (卡拉什-塞維林縣)
44°54′N 22°06′E / 44.900°N 22.100°E
埃夫蒂米耶穆爾古鄉（羅馬尼亞語：Comuna Eftimie Murgu, Caraș-Severin），是羅馬尼亞的鄉份，位於該國西南部，由卡拉什-塞維林縣負責管轄，面積99平方公里，海拔高度329米，2007年人口1,719，人口密度每平方公里17人。